# 김진수 (1982년)
김진수(한국 한자: 姜慶默, 1982년 6월 30일 ~ )는 대한민국의 전 축구 선수이며, 현 축구 지도자이다. 선수 시절 포지션은 미드필더였다.